# Siegfried og Brunhilde
Siegfried og Brunhilde is een compositie van Niels Gade. Gade wilde een opera schrijven op basis van het Nibelungenlied. In 1847 begon hij er aan, maar uiteindelijk bleek het genre opera niet weggelegd voor de Deense componist. De overlevering vertelt dat het werk destijds wel is uitgevoerd, maar Gade heeft het verder nooit meer opgepakt. Zijn andere aanzetten tot een opera strandden, behalve in het geval van Mariotta. Die opera is geen succes geworden.
Richard Wagner had later met zijn Ring des Nibelungen met gelijke thematiek meer succes.